# IV. Gaston foix-i gróf
IV. Gaston (Petegem-aan-de-Schelde, Flandria, 1423. február 26. – Roncesvalles, (baszkul: Orreaga), Navarra, 1472. július 25.), franciául: Gaston IV de Foix, baszkul: Gaston IV.a Foixkoa, occitánul: Gaston IV de Fois, katalánul: Gastó IV de Foix, spanyolul: Gastón IV de Foix, latinul: Vedastus IV de Fuxio, comes Fuxiorum. Foix és Bigorre grófja, Béarn algrófja, Andorra társura, Grailly ura. A Foix-Grailly-ház, vagy egyszerűbben Foix-ház királyi ágának megalapítója. Candale-i Anna magyar királyné anyai nagyapja.

## Élete

A Foix-ház címere

I. (Grailly) János, Foix grófja és Albret Johanna fia.
IV. Gaston házassága Eleonóra navarrai királyi hercegnővel nyitott utat 1479-ben a Foix grófi ház felemelkedésének, hiszen Eleonóra királlyá koronázásával a gyerekeik navarrai királyi hercegek és hercegnők (vagy más néven infánsok és infánsnők) lettek, míg addig csak a grófi címet viselték apjuk, IV. Gaston után.

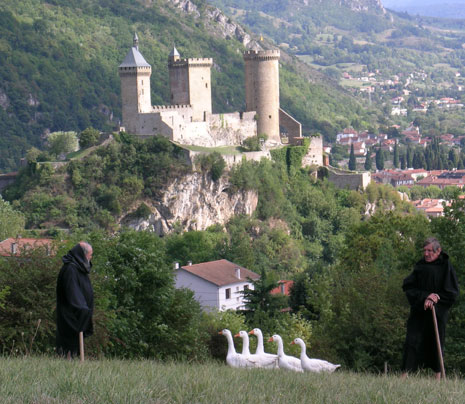
Foix vára

A Foix-Grailly-házból származott. Az első Foix grófi ház I. Mátyás grófnak – és felesége, Johanna aragón infánsnőnek, I. János aragóniai király idősebb lányának a jogán  aragón trónkövetelőnek – (1363–1398) a gyermektelen halála után 1398-ban a nővérének, Foix Izabellának (Erzsébet; 1361–1428), IV. Gaston apai nagyanyjának Archambaud de Graillyvel, Benauges algrófjával (1330/45–1412) történt házassága révén átadta helyét a Grailly-háznak, azaz a második Foix grófi háznak, ezért használják mindkét megjelölést külön-külön, vagy éppen a kettőt kombinálva az új uralkodóház megjelölésére. Az uralkodócsalád már a királyi cím megszerzése előtt is a francia főnemesség tagja volt, viszont birtokaiknak dél-franciaországi elhelyezkedése miatt az occitán nyelvterülethez is erősen kötődtek, így a családtagok mindenképpen kétnyelvűek lehettek.
A Foix-ház esetében ő a harmadik, aki a királyi cím várományosa, de halála megakadályozta, hogy elnyerje a királyi címet, mikor felesége, Eleonóra királynő lett. Már apja, I. János gróf is navarrai hercegnőt vett feleségül, IV. Gaston anyósának, I. Blanka navarrai királynőnek a nővérét, Johannát, de ebben az esetben a feleség korai halála akadályozta meg, hogy apjából király legyen.  A házasság azonban gyermektelen maradt, így I. János a gyermekei révén sem kerülhetett közel a trónhoz, csak ha a második házasságából született fiát, IV. Gastont eljegyzi a volt sógornője egyik lányával. A jó személyes kapcsolat megmaradt I. János és Blanka navarrai királynő között, aki így nővére gyermektelen halála után megörökölte a navarrai trónt. Gyermekeiket, IV. Gastont és Eleonórát eljegyezték egymással, és 1436. július 30-ára tűzték ki az esküvőt, de mégsem lehetett esélye sem I. Jánosnak, aki két hónappal az esküvő előtt meghalt, sem fiának, hogy valaha a navarrai trónra kerüljön, hiszen Eleonóra volt Blanka királynő három nagykorúságot elért gyereke közül a legkisebb. Blanka királynő haláláig úgy tűnik, a Foix-Grailly-ház számára nem terem királyi korona.
A trónra jutás lehetőségét IV. Gaston apósa, II. János navarrai király kínálta tálcán, mivel a Blankával közös elsőszülött fiát, Károlyt, Viana hercegét és lányát, Navarrai Blankát szeretné kizáratni a navarrai trónöröklésből, mivel apjukat nem ismerték el törvényes királynak, mert a trón valójában anyjuk, I. Blanka navarrai királynő révén őket illette meg. Eleonóra apja mellé állt az örökösödési harcban, és apja megtette őt Navarra kormányzójának. II. János tárgyalásokat kezdett XI. Lajos francia királlyal a Blanka királynőtől született kisebbik lánya, Eleonóra trónöröklésének elismertetésére, és ekkor jegyezte el unokáját, IV. Gaston és Eleonóra elsőszülött fiát, Gaston vianai herceget a francia király húgával, Valois Magdolnával.
IV. Gaston vezette a házassági tárgyalásokat francia részről, amikor Magdolna francia hercegnőt, VII. Károly francia király lányát 1457 szeptemberében eljegyezték V. László magyar királlyal. 1457. december 22-én Tours-ban IV. Gaston egy nagy ünnepséget rendezett a vendégek tiszteletére, ekkor ugyanis még nem tudták, hogy V. László már 1457 novemberében váratlanul meghalt. Egy évvel később már ő kérte meg a hercegnőt a fia, Gaston vianai herceg, a navarrai trón várományosa számára.
A házasság 1462. február 11-én köttetett meg. Ekkor már csak az idősebb nővér, Blanka állt Gaston és Eleonóra hercegnő trónöröklésének útjában, hiszen bátyja egy évvel korábban tisztázatlan körülmények között elhunyt, de a közvélekedés a király második feleségét, Kasztíliai Johanna aragóniai királynét, II. Ferdinánd aragóniai király anyját gyanúsította a vianai herceg megmérgezésével, hogy a fiát tehesse meg aragón királynak, mely csak apai ágon öröklődött. 1464-ben a börtönben meghalt a nővér, Blanka is, így már csak Eleonóra maradt az egyedüli és immár törvényes örökös, hiszen egyik testvére sem hagyott hátra törvényes utódokat. Gaston erőteljesen támogatta feleségét a trón megszerzésében, és a katonai szolgálatait apósa, II. János király is gyakran igénybe vette. Ő mentette fel a katalán felkelők által ostromolt Girona várát 1461-ben, ahol II. János második felesége, Johanna királyné és fia Ferdinánd infáns kis híján a várral együtt felkelők kezére került. Az örömbe üröm is vegyült, hiszen 1470-ben lovagi tornán életét vesztette Gaston legidősebb fia, Gaston vianai herceg, aki két gyermeket hagyott hátra, Ferencet és Katalint, akik már valóban örököltek nagyanyjuk után, és a Foix-Grailly-házat királyi dinasztiává emelték. Két évvel a fia halála után, 1472-ben meghalt Gaston is, így nem érhette meg felesége trónra jutását, és dinasztiája felemelkedését. 1479-ben Eleonóra rövid, egy hónapos uralkodás után meghalt, így unokája, Gaston vianai herceg és Valois Magdolna fia, I. Ferenc Phoebus navarrai király valóban megörökölte a trónt, és ő lett Navarra első uralkodója a Foix-Grailly-házból, amely címért nagyapja, IV. Gaston annyit fáradozott. I. Ferenc azonban négy évvel később meghalt, így most húga, Katalin lépett trónra. I. Katalin volt a második, és egyben utolsó navarrai király a Foix-Grailly-házból, amely csak 1479–1517 között uralta Navarrát.
IV. Gastonnak az Eleonóra királynővel kötött házasságából 10 gyereke született, de közülük csak hat élte túl a szüleit. A Foix-Grailly-házból két királyné is származott. IV. Gaston legkisebb lányának Foix Katalin navarrai hercegnőnek a szintén Foix-Grailly-házból született II. Gaston János candale-i gróffal kötött házasságából lányuk, Anna candale-i grófnő vált magyar és cseh királynévá, és IV. Gaston harmadszülött fiának, János navarrai hercegnek és narbonne-i algrófnak (1446 körül–1500) a lánya, Germána navarrai hercegnő pedig aragón királynévá. Candale-i Anna és Foix Germána unokatestvére volt egy másik híres királyné, akinek köszönhették az előbbiek a karrierjüket, bár ő nem volt a Foix-Grailly-ház tagja. Ő Anna francia királyné és Bretagne uralkodó hercege volt, aki IV. Gaston Margit lányának és II. Ferenc bretagne-i hercegnek volt a lánya.
IV. Gaston nyughelye vitatott. Vagy a Béarn Algrófságban fekvő Orthez Domonkos-rendiek templomában vagy a Foix Grófságban levő ciszterci Boulbonne-apátságban temették el. Utóda örökölt tartományaiban az elsőszülött fiának, Gaston vianai hercegnek a fia, I. Ferenc Phoebus lett.

## Gyermekei
- Feleségétől, I. Eleonórától (1426–1479), 1464-től Navarra jog szerinti, 1479-től tényleges királynőjétől, 10 gyermek született, akik 1479-től, anyjuk tényleges trónra léptétől a navarrai infáns és infánsnő címet viselték:
  - Gaston (1444–1470), Viana hercege, Navarra kormányzója (1469–1470), felesége Valois Magdolna (1443–1495) francia királyi hercegnő, Navarra régense (1479–1494), VII. Károly francia király lánya, 2 gyermek:
    - I. Ferenc Phoebus (1467–1483), Foix grófja és Béarn algrófja (ur.: 1472–1483), Navarra királya (ur.: 1479–1483)
    - I. Katalin (1470–1517), Navarra királynője, Foix grófnője és Béarn algrófnője (ur.: 1483–1517)

  - Péter (1449–1490), Vannes püspöke, bíboros, Navarra régense (1479–1484)
  - János (1450 után–1500), Étampes grófja, Narbonne algrófja, navarrai trónkövetelő (1483–1497), felesége, Valois Mária (1457–1493) orléans-i hercegnő, XII. Lajos francia király nővére, 2 gyermek:
    - Germána (1488/90/92–1538), navarrai királyi hercegnő, Aragónia és Navarra királynéja (1513–1516)
    - Gaston (1489–1512) navarrai királyi herceg, Nemours hercege, Narbonne algrófja, navarrai trónkövetelő (1500–1512), a ravennai csatában esett el.

  - Mária (1452 után–1467), férje X. Vilmos (1420–1483), Montferrat őrgrófja, gyermekei nem születtek
  - Johanna (1454 után–1476), férje  V. János (1420–1473), Armagnac grófja, egy halva született leány
  - Margit (1458 után–1486), férje II. Ferenc (1433–1488), Bretagne hercege, 2 leány, többek között:
    - I. Anna (1476–1514), Bretagne uralkodó hercegnője, francia királyné

  - Katalin (1460 után–1494 előtt), férje II. Gaston János candale-i gróf (1448 körül–1500), 4 gyermek, többek közt:
    - Candale-i Anna (1484–1506) magyar és cseh királyné

  - Izabella (megh. fiatalon)
  - Eleonóra (megh. fiatalon)
  - Jakab (1469 körül–1500), Montfort grófja, Navarra régense (1479–1484), 1. felesége Peraltai Anna, 2. felesége Beaumont-i Katalin, házasságon kívül született utódok
- Ismeretlen nevű ágyasától, 1 leány:
  - Johanna (–1483 után), férje Aure-i János, Astier algrófja